# Powiat Kyffhäuser
Powiat Kyffhäuser (niem. Kyffhäuserkreis) – powiat w niemieckim kraju związkowym Turyngia. Siedzibą powiatu jest Sondershausen.

## Podział administracyjny
W skład powiatu Kyffhäuser wchodzi:
- osiem miast (Stadt)
- dziewięć gmin (Gemeinde)
- jedna wspólnota administracyjna (Verwaltungsgemeinschaft)

Miasta:
| Lp. | Nazwa miasta                 | Ludność (31 grudnia 2018) | Powierzchnia [km²] |
| --- | ---------------------------- | ------------------------- | ------------------ |
| 1   | An der Schmücke              | 6.030                     | 95,29              |
| 2   | Artern                       | 6.799                     | 45,05              |
| 3   | Bad Frankenhausen/Kyffhäuser | 10.230                    | 91,07              |
| 4   | Clingen                      | 1.063                     | 10,75              |
| 5   | Ebeleben                     | 2.825                     | 44,53              |
| 6   | Greußen                      | 11.403                    | 213,10             |
| 7   | Roßleben-Wiehe               | 7.595                     | 73,04              |
| 8   | Sondershausen                | 21.513                    | 200,82             |

Gminy:
| Lp. | Nazwa gminy     | Ludność (31 grudnia 2018) | Powierzchnia [km²] |
| --- | --------------- | ------------------------- | ------------------ |
| 1   | Abtsbessingen   | 463                       | 14,09              |
| 2   | Bellstedt       | 162                       | 4,77               |
| 3   | Etzleben        | 261                       | 6,15               |
| 4   | Freienbessingen | 234                       | 8,75               |
| 5   | Helbedündorf    | 2.235                     | 96,30              |
| 6   | Holzsußra       | 262                       | 9,93               |
| 7   | Kyffhäuserland  | 3.872                     | 129,39             |
| 8   | Oberheldrungen  | 795                       | 12,46              |
| 9   | Rockstedt       | 217                       | 4,93               |

Wspólnoty administracyjne:
| Lp. | Nazwa wspólnoty administracyjnej | Ludność (31.12.2009) | Powierzchnia [km²] | Liczba gmin |
| --- | -------------------------------- | -------------------- | ------------------ | ----------- |
| 1   | Greußen                          | 3.103                | 63,04              | 7           |

## Zmiany administracyjne
- 31 grudnia 2012
  - rozwiązanie wspólnoty administracyjnej Kyffhäuser
  - utworzenie gminy Kyffhäuserland
- 1 stycznia 2019
  - rozwiązanie wspólnoty administracyjnej Mittelzentrum Artern
  - rozwiązanie wspólnoty administracyjnej An der Schmücke
  - utworzenie miasta An der Schmücke
  - zmiana nazwy miasta Artern/Unstrut na Artern
- 31 grudnia 2019
  - przyłączenie gminy Thüringenhausen do miasta Ebeleben
- 1 stycznia 2021
  - przyłączenie miasta Großenehrich oraz gminy Wolferschwenda do miasta Greußen